# 박병호 (1970년)
박병호(朴炳昊, 1970년 7월 9일 ~ )은 전 KBO 리그 해태 타이거즈의 포수이다.

## 출신 학교
- 광주진흥고등학교